# Japan Airlines
Japan Airlines Corporation (яп. 株式会社日本航空, Nihon Kōkū Kabushiki-gaisha), скор.: JAL — національна авіакомпанія та флагманський перевізник Японії. Одна з найбільших авіакомпаній Азії, член альянсу Oneworld. Базується в токійських аеропортах Наріта (міжнародні рейси) та Ханеда (внутрішні рейси). Japan Airlines здійснює регулярні міжнародні та внутрішні перевезення в 92 аеропорти 35 країн світу (разом з вантажними — 220).
JAL котирується на Токійській фондовій біржі : TYO: 9201
.

## Історія
Створена 1 серпня 1951 року після рішення уряду Японії про заснування державної авіакомпанії.
В 1954 році новостворена авіакомпанія здійснила свій перший міжнародний рейс, який водночас був першим трансокеанським і пролягав до США.
У 1987 році відбулася повна приватизація авіакомпанії.
В 2002 році авіакомпанія злилася з Japan Air System, яка на той час була третім за розмірами авіаперевізником країни.
Протягом 2008 року авіакомпанія перевезла 50 млн пасажирів Japan Airlines пройшла аудит безпеки IATA.
Флот авіакомпанії складається з далекомагістральних літаків Boeing 747, 767 та 777, а також літаків виробництва Airbus, Boeing та McDonnell Douglas на ближньомагістральних рейсах. Вантажний підрозділ авіакомпанії, JAL Cargo, використовує вантажні літаки виробництва Boeing. Туристичний підрозділ авіакомпанії JALways до 2010 року здійснював рейси в Полінезію та Південно-Східну Азію. Japan Airlines має 6 підрозділів: які виконують внутрішні рейси: Hokkaido Air System, JAL Express, J-Air, Japan Air Commuter, Japan Transocean Air та Ryukyu Air Commuter.
В січні 2024 року, за повідомленням телерадіомовної компанії ВВС, авіакомпанія Japan Airlines вперше призначила на пост президента — жінку. Міцуко Тотторі, яка почала працювати бортпровідницею у компанії ще в 1985 році та за останні десятиліття зробила блискучу кар’єру,  займе посаду президента авіакомпанії Japan Airlines 1 квітня 2024 року.

## Флот
Пасажирський флот авіакомпанії на травень 2015 року складався з таких літаків: